# Gerboise à doigts pectinés
Paradipus ctenodactylus
Genre
Espèce
Statut de conservation UICN

 LC  : Préoccupation mineure
La Gerboise à doigts pectinés (Paradipus ctenodactylus) est une espèce de rongeurs de la famille des Dipodidae, la seule du genre Paradipus. Cette gerboise vit au Kazakhstan, au Turkménistan et en Ouzbékistan. Elle n'est pas considérée comme étant en danger par l'Union internationale pour la conservation de la nature (UICN).
Au sein des Dipodidés, elle a été auparavant classée dans une sous-famille monotypique : la sous-famille des Paradipodinae.